# Horst Fischer (Mediziner)

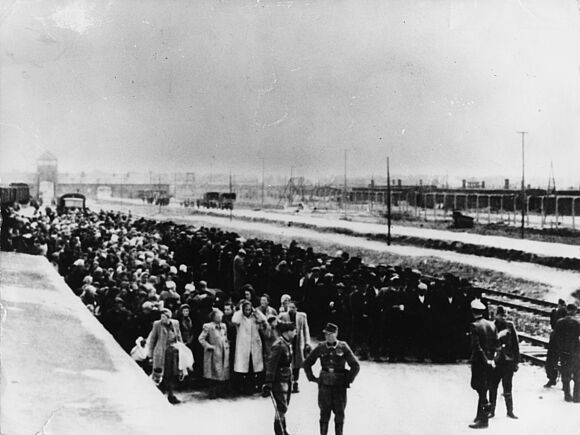
Bundesarchiv: „KZ Auschwitz-Birkenau: Aufstellung der Lagerinsassen vor Verladerampe, im Vordergrund SS-Arzt Horst Fischer, 1942/1944 Quelle: BArch, Bild 183-E0317-0007-001 / o. Ang.“

Horst Paul Silvester Fischer (* 31. Dezember 1912 in Dresden; † 8. Juli 1966 in Leipzig) war ein deutscher Mediziner. Als KZ-Arzt im KZ Auschwitz III Monowitz und Stellvertretender Lagerarzt im gesamten Konzentrationslager Auschwitz war er von 1942 bis 1945 an Morden von Gefangenen in tausendfacher Zahl beteiligt.

## Werdegang
Horst Fischer wuchs nach dem Tod seiner Eltern als Vollwaise bei seinem Onkel in Berlin auf, der ihn völkisch-nationalistisch erzog. Er gehörte der Bündischen Jugend an. Im Jahr 1932 trat Fischer nach dem Ende seiner Schullaufbahn ein Medizinstudium an der Universität Berlin an, das er 1937 mit dem Staatsexamen abschloss.
Am 1. November 1933 trat er der SS bei (SS-Nummer 293.937), am 18. Oktober 1937 beantragte er die Aufnahme in die NSDAP und wurde rückwirkend zum 1. Mai desselben Jahres aufgenommen (Mitgliedsnummer 5.370.971).
Nach Beginn des Zweiten Weltkrieges war Fischer zunächst als Truppenarzt der Waffen-SS in Oranienburg, Dachau und Stralsund eingesetzt. Er nahm am Überfall auf die Sowjetunion teil. Die Erkrankung an einer Lungentuberkulose führte zu einer Versetzung weg von der Fronttruppe. Im Erholungsheim machte Fischer die Bekanntschaft mit Enno Lolling, dem Chef des Amtes D III des SS-Wirtschafts- und Verwaltungshauptamtes (Sanitätswesen und Lagerhygiene), dem sämtliche Lagerärzte unterstanden. Auf Lollings Angebot, in einem Konzentrationslager eingesetzt zu werden, um seine chirurgischen Fachkenntnisse zu erweitern, willigte Fischer ein und wenige Monate später erfolgte ein Einberufungsbefehl nach Auschwitz.

## Lagerarzt in Monowitz
Horst Fischer trat seinen Dienst in dem KZ Auschwitz am 6. November 1942 an. Hier war er dem Standortarzt Eduard Wirths, einem persönlichen Freund, unmittelbar unterstellt. Zunächst Truppenarzt, wurde er als Nachfolger von Friedrich Entress in dessen Funktion als Lagerarzt in dem Arbeitslager und der Produktionsstätte der I.G. Farben auf dem Gelände der Buna-Werke im KZ Auschwitz III Monowitz spätestens ab November 1943 eingesetzt.
In dieser Position oblag es Fischer, die Selektion von Häftlingstransporten durchzuführen und über deren Arbeitsfähigkeit oder -unfähigkeit und damit ihre Ermordung im Konzentrationslager Auschwitz-Birkenau zu entscheiden. Schließlich avancierte Horst Fischer zum stellvertretenden Standortarzt von Auschwitz. Im September 1944 folgte ihm auf seine Stelle als Lagerarzt in Monowitz Hans Wilhelm König nach.
1943 stieg er zum SS-Hauptsturmführer auf. Nach der Räumung des KZ Auschwitz war er ab Februar 1945 im SS-Wirtschafts- und Verwaltungshauptamt tätig.
Am 4. Januar 1945 rettete er dem Häftling Tomáš Weiss sehr wahrscheinlich das Leben, durch eine von ihm bewusst aufrechterhaltene Fehldiagnose, die er, trotz besseren Wissens, in dessen Krankenakte dokumentierte.

## Nachkriegszeit
Nach Kriegsende praktizierte Fischer zunächst unbehelligt unter seinem richtigen Namen in Golzow bei Brandenburg an der Havel und später in Spreenhagen, Kreis Fürstenwalde, als Landarzt. Allerdings wurde Horst Fischer aufgrund seiner Westkontakte und wegen „politischer Unzuverlässigkeit“ gegenüber dem DDR-Regime vom Ministerium für Staatssicherheit (MfS) über Jahre ständig observiert.
Im April 1964 wurde das Ministerium für Staatssicherheit auf Fischers Tätigkeit als Lagerarzt in Auschwitz 1943/44 aufmerksam. Am 11. Juni 1965 wurde Horst Fischer in Untersuchungshaft genommen und vom MfS über einen mehrmonatigen Zeitraum verhört.

## Gerichtsverfahren und Verurteilung

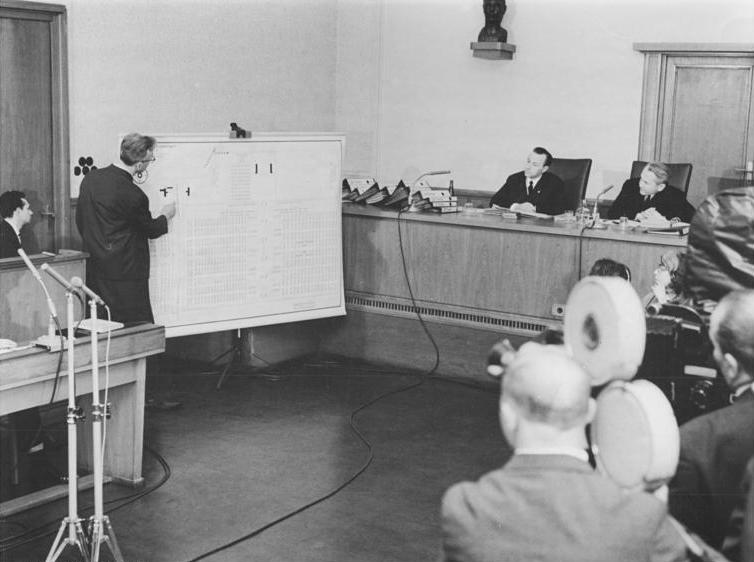
Horst Fischer (an der Tafel), am 11. März 1966

Das Verfahren gegen Fischer fand im März 1966 vor dem Obersten Gericht der DDR unter Vorsitz des Präsidenten Heinrich Toeplitz statt. 
Fischer war der Durchführung von Selektionen, der Beaufsichtigung von Morde in den Gaskammern und der Anforderung von Zyklon B dazu beschuldigt.
Am 10. März 1966 begann das Hauptverfahren. Als Rechtsbeistand Horst Fischers fungierte Wolfgang Vogel.
Am 25. März 1966 ergingen der Schuldspruch wegen „fortgesetzt begangener Verbrechen gegen die Menschlichkeit“ und das Todesurteil. Nach der Ablehnung des Gnadengesuches an den Staatsratsvorsitzenden Walter Ulbricht wurde Horst Fischer am 8. Juli 1966 durch die „Fallschwertmaschine“ (Guillotine) in der Zentralen Hinrichtungsstätte der DDR in der Strafvollzugsanstalt Leipzig getötet.

## Schauprozess
Das Verfahren gegen Fischer vor dem Obersten Gericht der DDR hatte von Anfang an auch einen deutlichen Charakter als Schauprozess. So war der Prozessverlauf durch besondere Direktiven des MfS vorgegeben. Trotzdem stand nicht Fischers individuelle Verurteilung im Vordergrund, sondern die DDR-Justiz erhoffte sich, durch die Aufdeckung von Fischers Tätigkeit im von der Industrie dafür errichteten Konzentrationslager Monowitz eine Belastung der deutschen Industrie im Allgemeinen und des ehemaligen I.G.-Farben-Konzerns im Besonderen aufzeigen zu können, da dieser nach seiner Auflösung durch die Alliierten in Form verschiedener Nachfolgeunternehmen in Westdeutschland weiter bestand.
Während der zehntägigen Verhandlung brachte Horst Fischer praktisch keinerlei Verteidigung vor, bejahte ohne Zögern alle Anschuldigungen der Staatsanwaltschaft und belastete sich mitunter selber, was den Schauprozesscharakter weiter verstärkte. Sein Anwalt W. Vogel war als staatlicher Beauftragte für den Freikauf und Austausch von politischen Häftlingen und für den zwischenstaatlichen Austausch von Spionen bekannt.